# 岩田寛
岩田 寛（いわた ひろし、1981年1月31日 ‐ ）は、宮城県仙台市泉区出身のプロゴルファー。

## 略歴
かつて日本アマチュアマッチプレー選手権の優勝者で、現シニアツアーの認定プロでもあるゴルフ練習場を経営する父親の影響を受け、14歳からゴルフを始める。
同じ練習場に通っていた星野英正の影響を受け、後に仙台育英学園高等学校と東北福祉大学に進学し卒業する。その後2004年からプロに転向する。東北福祉大学時代の同期には宮里優作、二年先輩には谷原秀人、三年先輩に前述の星野英正がいる。
2006年に初シード獲得。プロ11年目の2014年にフジサンケイクラシックでプロ初優勝。11月に上海で開催されたHSBCチャンピオンズでは3位タイの大健闘を見せた。さらにダンロップフェニックスではプレーオフの末、松山英樹に敗れ2位。2014年最終の男子世界ランキングは松山英樹、小田孔明に次ぐ日本人3番手の67位。
2015年7月、長嶋茂雄Invitational セガサミーカップゴルフトーナメントで最終日3位からの逆転優勝でツアー通算2勝目を飾った。世界ランク81位となり、小田孔明を抜いて日本勢2番手に浮上。8月の全米プロゴルフ選手権では第2ラウンドで「63」を記録し、メジャー大会1ラウンド最小ストロークのタイ記録をマークした。9月にはPGAツアーの入れ替え戦であるウェブドットコムツアーファイナルズに参戦。初戦のホテル・フィットネス選手権で4位タイとなる。第2戦は予選落ちだが、その後ツアーカードの資格が与えられる25位以内をキープし、PGAツアーの出場権を獲得する。
2015ｰ16シーズンの開幕戦であるフライズドットコム・オープンに強行出場し、同週開催の日本オープンにエントリーしていたため、主催する日本ゴルフ協会は16年と17年のJGA主催選手権競技(ダイヤモンドカップゴルフ含む)の出場停止を命じた。
2016年シーズンはPGAツアーに参戦も成績は振るわずAT&Tペブルビーチナショナルプロアマで4位に入ったが、フェデックスカップランク125位以内には入れず、入れ替え戦に回った。3戦トータルで36位となり、シード権を逃した。
2017年から日本ツアーに戻る。日本復帰後はなかなか優勝には届かなかったが2021年の中日クラウンズ最終日に63をマークして7位から逆転で6年ぶりの優勝。
2022年はセガサミーカップで最終日単独首位で出て6バーディ、1ボギーの67でプレーし、通算19アンダーで同大会2度目の優勝、ツアー4勝目を挙げた。
2023年は中日クラウンズで大会2年ぶり2度目の優勝で通算5勝とする。
2024年、BMW日本ゴルフツアー選手権 森ビルカップで通算13アンダーで並んだ石川遼をプレーオフ1ホール目で下し、初のメジャー制覇。43歳130日でのメジャー初制覇はツアー制度施行後では1995年に日本マッチプレー選手権を制した友利勝良の40歳313日を更新する日本人最年長記録で、今大会最年長優勝者にもなった。11月24日、カシオワールドオープン最終日は首位と2打差の6位からスタートし7バーディー、3ボギーの68で回り通算14アンダーで逆転し今季2勝目、ツアー通算7勝目を挙げた。40歳を過ぎてから4年連続で勝利を手にしている。

## プロ成績

### ツアー優勝（7）
| 勝数         |
| メジャー (1) |
| ツアー (6)   |

| No. | Date                   | Tournament                                              | スコア                 | 2位との差  | 2位（タイ） |
| --- | ---------------------- | ------------------------------------------------------- | ---------------------- | ---------- | ----------- |
| 1   | 2014年9月4日 - 7日     | フジサンケイクラシック                                  | -10（69-69-70-66=274） | 1打差      | Ｉ･Ｈ・ホ   |
| 2   | 2015年7月2日 - 5日     | 長嶋茂雄INVITATIONAL セガサミーカップゴルフトーナメント | -16（70-69-67-66=272） | 1打差      | 今平周吾    |
| 3   | 2021年4月29日 - 5月2日 | 中日クラウンズ                                          | -12（67-68-63=198）    | 3打差      | 宮本勝昌    |
| 4   | 2022年8月18日 - 21日   | 長嶋茂雄INVITATIONAL セガサミーカップゴルフトーナメント | -19（68-68-66-67=269） | 2打差      | 大槻智春    |
| 5   | 2023年4月27 - 30日     | 中日クラウンズ                                          | -15（67-67-66-65=265） | 3打差      | 星野陸也    |
| 6   | 2024年6月6日 - 9日     | BMW 日本ゴルフツアー選手権 森ビルカップ                 | -13 （71-65-67-68=271) | プレーオフ | 石川遼      |
| 7   | 2024年11月21日 - 24日  | カシオワールドオープンゴルフトーナメント                | -14 （66-67-73-68=274) | 1打差      | 清水大成    |

## 人物
- 拠点とする故郷仙台への愛着は深く、震災復興支援にも熱心に取り組んでおり、2016年3月11日のPGAツアーバルスパー選手権では日本の多くのゴルフ場では禁止されているカモフラージュ柄のポロシャツでプレーし、東日本大震災から復興の道筋を作ってくれた自衛隊への感謝の意を示した[1][15]。
- 2016年8月にABCマートとスポンサー契約を締結した[16]。
- 2017年4月に東北建設企画株式会社とスポンサー契約を締結した[17]。
- 2019年3月に株式会社TSIグルーヴアンドスポーツが展開するブランドのセント・アンドリュースとウエア着用契約を締結した[18][19]。

### 引用
1. 1 2  “岩田寛 プロフィール”. ゴルフダイジェスト・オンライン. 2024年11月24日閲覧。
2. ↑  “岩田寛、プロ11年目でついにツアー初勝利！”. GDOニュース. 2024年11月24日閲覧。
3. ↑  “松山英樹が今季国内2試合目で初勝利 岩田寛をプレーオフで下す”. GDOニュース. 2024年11月24日閲覧。
4. ↑  TOUR, 日本ゴルフツアー機構-The Official Site of JAPAN GOLF. “岩田寛がツアー通算２勝目！”. 日本ゴルフツアー機構 - The Official Site of JAPAN GOLF TOUR. 2024年11月24日閲覧。
5. ↑  “岩田寛が歴史に名 海外メジャー最少スコアタイ「63」”. GDO（ゴルフダイジェスト・オンライン）. (2015年8月15日)
6. ↑  “岩田寛が来季PGAツアーの出場権を獲得！”. GDOニュース. 2024年11月24日閲覧。
7. ↑  “米ツアー参戦の岩田寛をJGAが制裁 「日本オープン」など2年間出場停止に”. GDOニュース. 2024年11月24日閲覧。
8. ↑  ウェブドットコムツアー選手権はハリケーン・マシュー接近のため中止
9. ↑  “岩田寛の米ツアー1年目が終了 シード権逃し、入れ替え戦へ”. GDOニュース. 2024年11月24日閲覧。
10. ↑  “岩田寛が逆転で6年ぶりV 金谷拓実15位、石川遼23位”. GDOニュース. 2024年11月24日閲覧。
11. ↑  “ツアー4勝目を手にした41歳・岩田寛の優勝ギア「年齢は関係ない」”. GDOニュース. 2024年11月24日閲覧。
12. ↑  “岩田寛が2度目の中日クラウンズV「こんなに早く優勝できるとは」”. ゴルフネットワーク. 2024年11月24日閲覧。
13. 1 2  “岩田寛 最年長メジャーV 43歳悲願、石川遼とのPO制し「ほんとんど遼の応援だと思ってた」 - スポニチ Sponichi Annex スポーツ”. スポニチ Sponichi Annex. 2024年6月10日閲覧。
14. ↑  “岩田寛が逆転でツアー7勝目 石川遼は4位 カシオ・ワールド・オープン - スポニチ Sponichi Annex スポーツ”. スポニチ Sponichi Annex. 2024年11月24日閲覧。
15. ↑  “5年目の3・11 岩田寛、おろしたてのポロシャツと復興への思い”. GDOニュース. 2024年11月24日閲覧。
16. ↑  “ABC-MART プロゴルファー 岩田寛選手とスポンサー契約”. 2024年11月27日閲覧。
17. ↑  “東北建設企画株式会社｜新規技術ページ”. touhokukensetsukikaku.com. 2024年11月24日閲覧。
18. ↑  “岩田寛がセント・アンドリュースとウェア契約「一緒に海外に挑戦していきたい」”. ゴルフパートナーCOM | Just another WordPress site (2019年3月25日). 2024年11月24日閲覧。
19. ↑  “岩田寛プロとウエア着用契約を締結 　 | TSI HOLDINGS”. www.tsi-holdings.com. 2024年11月24日閲覧。